# Seignelay
Seignelay är en kommun i departementet Yonne i regionen Bourgogne-Franche-Comté i norra Frankrike. Kommunen ligger i kantonen Seignelay som tillhör arrondissementet Auxerre. År 2022 hade Seignelay 1 460 invånare.

## Befolkningsutveckling
Antalet invånare i kommunen Seignelay
| Referens: INSEE |